# Zinka Zorko
Zinka (Terezija) Zorko, roj. Lep, slovenska jezikoslovka in akademikinja, * 24. februar 1936, Spodnja Kapla; † 22. marec 2019, Selnica ob Dravi.
Zorkova je leta 1961 diplomirala na ljubljanski Filozofski fakulteti iz slovenskega in ruskega jezika ter iz slovenske in ruske književnosti; tam je leta 1986 doktorirala z disertacijo Koroški govori dravskega obmejnega hribovja od Ojstrice do Duha na Ostrem vrhu.
Sprva je poučevala na srednjih šolah na Ravnah na Koroškem. Od 1961 je delala na PeF (zdaj FF) v Mariboru, po letu 1996 kot redna profesorica za zgodovino in dialektologijo slovenskega jezika. V letih 1986−96 je predavala tudi na ljubljanski FF. Univerza v Mariboru ji je ob upokojitvi podelila naziv zaslužne profesorice. 
Zorkova je proučevala narečja in njihovo družbeno vlogo, predvsem s Koroške in vzhodne Slovenije. Na Koroškem se je še posebej posvetila proučevanju narečja v delih Lovra Kuharja – Prežihovega Voranca. Obdelala je Jamnico, Samorastnike in Solzice. Obravnavala je medjezikovna prepletanja predvsem z nemškim in madžarskim jezikom ter opravila analize govorov vzhodnih slovenskih narečij v primerjavi s slovenskim knjižnim jezikom. Je avtorica več učbenikov in mentorica učiteljev v zamejstvu. V letih 1996 in 1999 je organizirala tudi dva mednarodna dialektološka simpozija. Leta 2003 jo je skupščina SAZU izvolila za izredno, leta 2009 pa za redno članico.
Leta 2013 je prejela Zoisovo nagrado za življenjsko delo za raziskave govorov koroške, štajerske in panonske narečne skupine na glasoslovni, oblikoslovni, skladenjski in besedijski ravnini.